# Rezerwat przyrody Kociołek

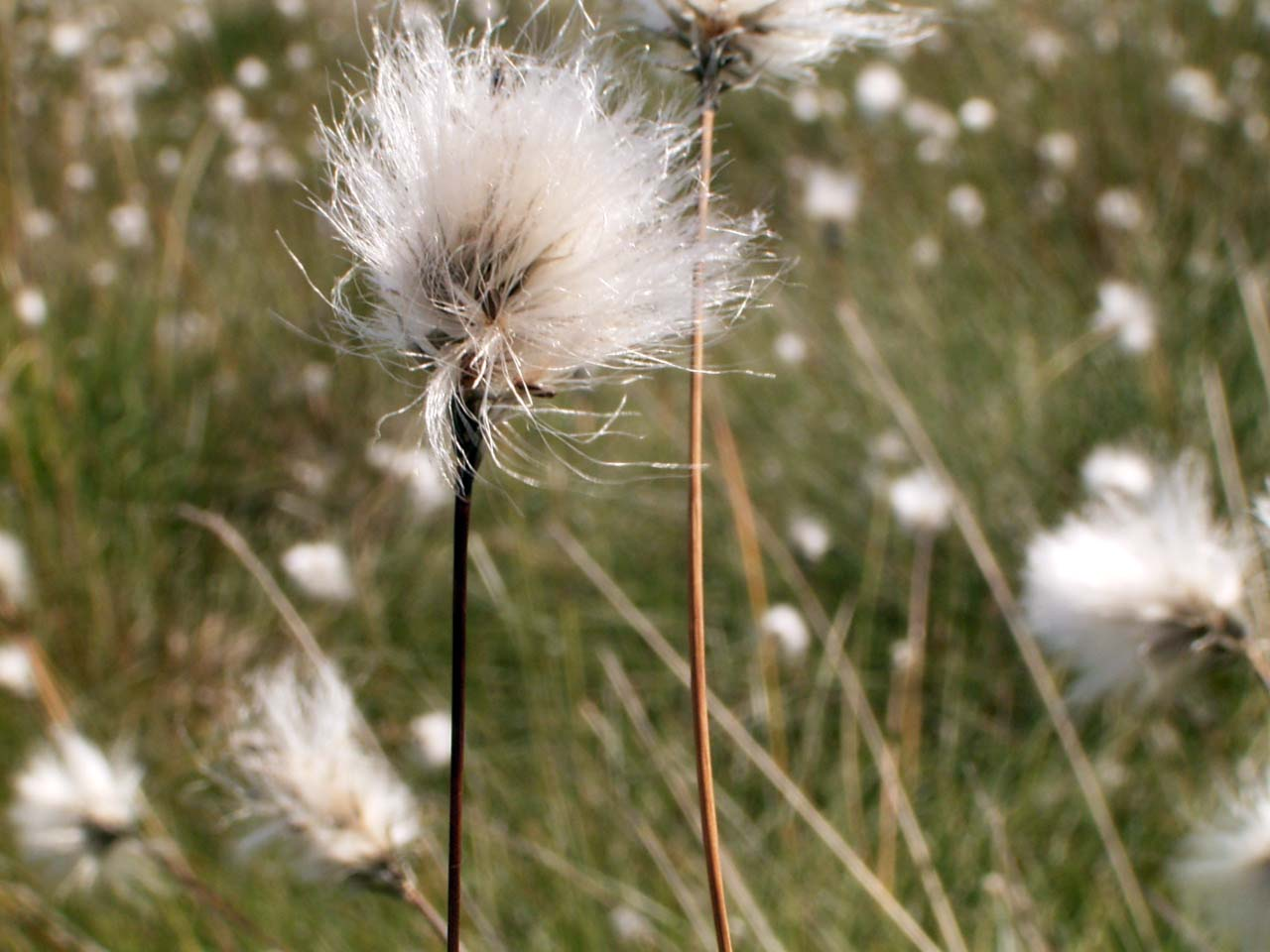
Wełnianka pochwowata

Rezerwat przyrody Kociołek – rezerwat torfowiskowy w gminie Biskupiec, w powiecie nowomiejskim (województwo warmińsko-mazurskie). Jest położony na terenie leśnictwa Krotoszyny (Nadleśnictwo Jamy). Został utworzony zarządzeniem Ministra Leśnictwa i Przemysłu Drzewnego z 4 lutego 1958 roku. Powierzchnia 7,20 ha (akt powołujący podawał 7,44 ha). Powstał w celu zachowania zespołu pierwotnej roślinności torfowiskowej.
Rezerwat jest usytuowany w stosunkowo głębokim zagłębieniu wytopiskowym. W pobliżu jego centrum znajduje się zbiornik wodny o powierzchni 0,90 ha, będący pozostałością większego niegdyś jeziora dystroficznego. Zbiornik ten jest otoczony przez torfowisko przejściowe powstałe wskutek zarastania jeziora. Cały rezerwat otacza kompleks leśny.

## Flora
Na styku z lustrem wody występują zbiorowiska mszarne z przygiełką białą, rzadziej z turzycą nitkowatą. Na bardziej utrwalonych podłożach torfowych rośnie głównie wełnianka pochwowata, turzyca bagienna, turzyca dzióbkowata, sit rozpierzchły; miejscami występują tu zarośla łozowe z wierzbą uszatą, a gdzieniegdzie rośnie sosna. Inne spotykane tu gatunki roślin to m.in. rosiczka okrągłolistna, widłak jałowcowaty, bagno zwyczajne, bagnica torfowa.